# Грубе (Гольштейн)
Грубе (нем. Grube) — община в Германии, в земле Шлезвиг-Гольштейн.
Входит в состав района Восточный Гольштейн. Население составляет 993 человека (на 31 декабря 2010 года). Занимает площадь 20,2 км².